# توماس دريك
توماس دريك  (بالإنجليزية: Thomas Andrews Drake)‏ 
(ولد 22 أبريل 1957) في ولاية لويزيانا بالولايات المتحدة هو ضابط عسكري أمريكي سابق، وأحد قداماء المحاربين المتوجين في سلاح الجو الأمريكي ولقوات البحرية الأمريكية، وضابط سابق في وكالة الأمن القومي الأمريكية (ناسا)، ومبلغ عن الأعمال الغير القانونية. 
في عام 2010 زعمت الحكومة الأمريكية أن الضابط دريك أساء استخدام وثائق سرية، وتسريب مشروع تريل بليزر التابع لوكالة الأمن القومي الأمريكية «إن إس إيه» المسؤول عن كم هائل من بيانات الاتصالات عبر الهواتف والإنترنت في ألمانيا من بينها التنصت على الهاتف المحمول للمستشارة أنجيلا ميركل، في واحدة من أكبر حالات التجسس في تاريخ الولايات المتحدة والفساد. لتتهمه الحكومة الفدرالية الأمريكية بموجب قانون التجسس لعام 1917 والفساد ومحاولة المساس بالأمن القومي، مواجها عقوبة سجنية قدرت ب35 سنة.
ويدعي المدافعون عن دريك أنه تعرض للاضطهاد بسبب تحديه لمشروع تريل بليزر التجسسي الذي أطلق في أواخر التسعينات.
أدين في نهاية المطاف بعقوبة سجنية بسيطة، مع فقدان وظيفته في وكالة الأمن القومي أو أي فرصة لاحتلال وظيفة في مجال خبرته.
في عام 2011 حاز توماس دريك على جائزة ريدنهاور لتقصي الحقائق، وجائزة سام آدامز.